# 鳳翔泥塑
鳳翔泥塑是中華人民共和國陝西省寶雞市鳳翔區當地一種用泥土製成的小型雕塑。泥塑種類有歷史人物和十二生肖玩具等。2006年，鳳翔泥塑被列入國家第一批非物質文化遺產。